# Масальский (герб)
Масальский (пол. Masalski, Massalski) — польский дворянский герб.

## Описание
В червонном поле золотая литера М, над литерой крест. На шлеме пять страусовых перьев. Намет красный подложенный золотом.

## Герб используют
Бак (Бака, Бонка, Baka, Baha), Бакановские (Bakanowski), Хмельницкие (Chmielnicki), Котвицкие (Kotwicki), Крживицкие (Krzywicki, Krzywiecki), князья и дворяне Масальские (Массальские, Massalski, Masalski), Пуцята (Путята, Puciata), Сурины (Suryn), Сволынские (Swolynski), Тухановские (Tuchanowski), Тугановские (Tuganowski).
Масальский изм.Бака (Baka), Крживецкие (Krzywiecki), Высоцкие (Wysocki).